# 見せ筋
見せ筋（みせすじ）とは、客寄せに、売れる事を期待せずに販売される商品。
目立って華やかで人目を引くが、派手過ぎて買う気にはならないような商品であり、傍に店が実際に売りたい商品が置かれたりする。
ディスプレイしているだけの非売品ではない為、購入できる。